# Wehrmachthelferin

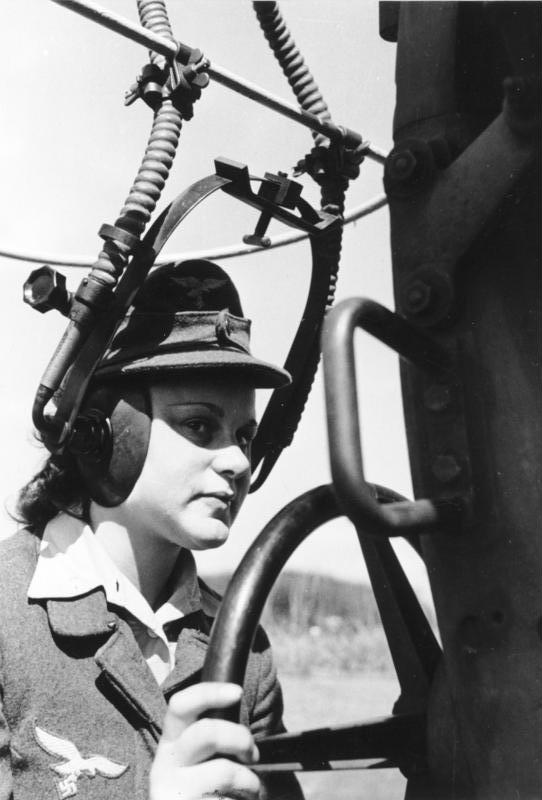
Wehrmachthelferin utilisant un aérophone, en 1943.

Une Wehrmachthelferin ou Wehrmachtshelferin (pluriel : Wehrmachthelferinnen, traduction : « auxiliaire féminine des forces de défense »), surnommée en français « souris grise », est une jeune femme en service dans les forces armées allemandes pendant la Seconde Guerre mondiale.

## Engagement

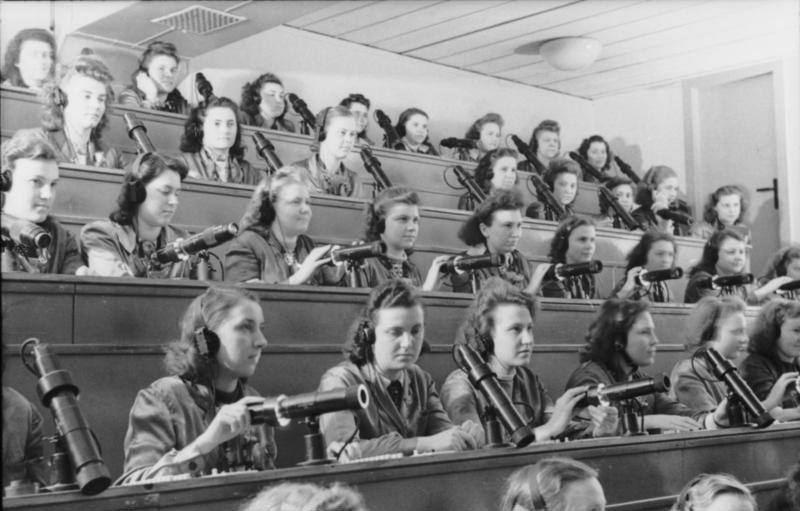
Wehrmachthelferinnen en formation au quartier général de la 4. Flak-Division, en 1944.

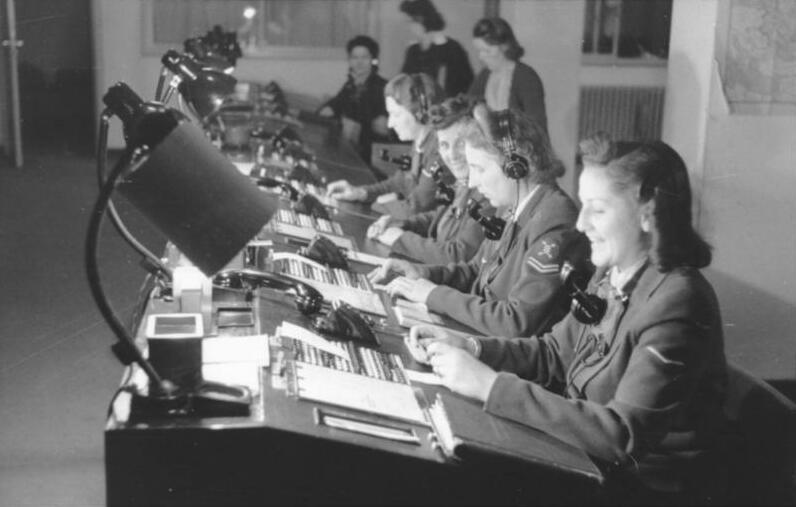
Wehrmachthelferinnen employées comme standardistes en 1944.

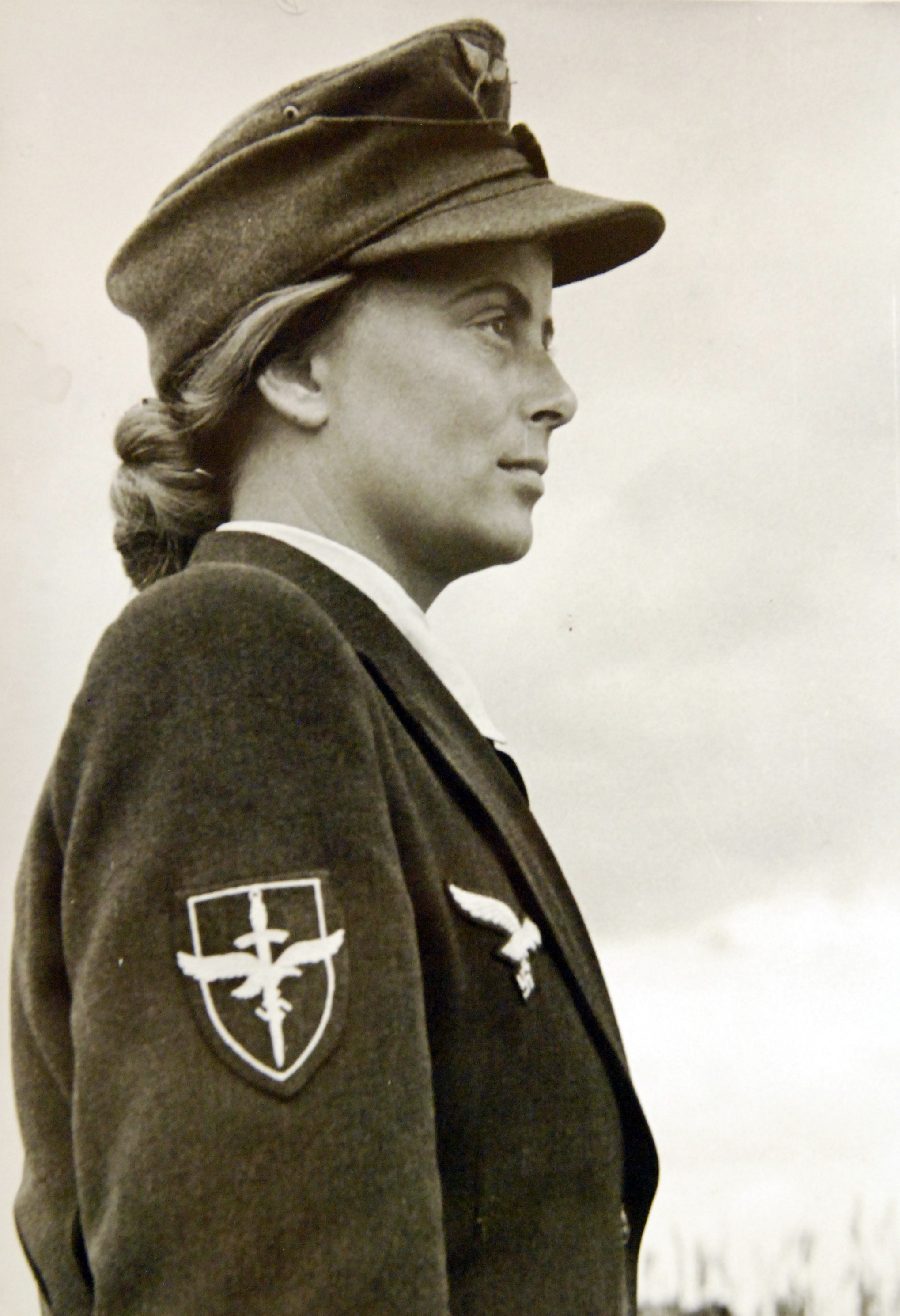
Luftnachrichtenhelferinnen.

Plus d'un demi-million de femmes furent Wehrmachthelferin pour une période plus ou moins longue. Plus de la moitié d'entre elles furent des volontaires, les autres ayant été mobilisées dans le cadre du service d'urgence ou du service militaire. Elles faisaient partie du personnel auxiliaire, au même titre que les prisonniers de guerre volontaires, les « Hiwi ».
En 1939 et 1940, seules des volontaires furent employées et hors du territoire du Reich, dans les zones occupées comme le gouvernement général de Pologne ou en France occupée. En 1941, dans une seconde phase, les autorités firent la promotion de l'engagement volontaire d'auxiliaires féminines pour remplacer les hommes des services administratifs et des télécommunications, y compris près des lignes de front. De fin 1942 à début 1943, du personnel féminin fut requis pour servir dans des unités de Flak. À partir de 1944, la défense antiaérienne du territoire national dépendait fortement de femmes, d'hommes âgés et d'adolescents des Hitler Jugend. Affectées à des services auxiliaires de la Wehrmacht, elles furent subordonnées à des supérieurs militaires et soumises aux dispositions de la justice militaire.
Leurs tâches furent :
- l’administration, avec des postes de téléphoniste, opératrices de télex ou de radio, sténo-dactylo, employées de bureau ou de messagerie ;
- la défense aérienne, dans les services d'écoute, veille aérienne, gestion des compte-rendu de vol, météo ou contrôle des chasseurs ;
- auprès de la Luftwaffe, pour la manipulation de canon antiaérien ou de projecteur ;
- infirmières dans la Croix-Rouge allemande ou d'autres organisations caritatives.

En pratique, les Wehrmachthelferinnen occupèrent souvent les emplois de soldats masculins envoyés au front. À la fin de la guerre, certaines unités militaires se retrouvèrent presque entièrement composées de femmes. La formation qui leur était accordée pour ces emplois durait au maximum 12 semaines.

## Des soldates de fait
Au cours des dernières années de la guerre, ces auxiliaires féminines sont également affectées à des tâches militaires, bien qu'elles ne soient jamais officiellement désignées comme soldats. En août 1944, par exemple, les forces de défense aérienne allemandes comportent 660 000 soldats réguliers de sexe masculin et 450 000 auxiliaires féminines, dites Flakbehelfspersonal (« personnel auxiliaire de la Flak »). Les batteries de projecteurs de lutte antiaérienne sont principalement utilisées par des femmes.
En 1945, ce personnel de lutte anti-aérienne sera autorisé à porter des armes de poing pour se défendre. En février 1945, les auxiliaires féminines des trois constituantes de la Wehrmacht (Heer, Luftwaffe et Kriegsmarine) sont regroupées dans une composante unique, le Wehrmachthelferinnenkorps (« corps des auxiliaires féminines de la Wehrmacht »).
Ce Wehrmachthelferinnenkorps est alors à sa taille maximale. Au cours de cette période, de nombreuses auxiliaires féminines, tout comme les soldats et la population civile, souffrent des attaques aériennes, des bombardements, des mouvements de réfugiés, de la faim et de l'effondrement des infrastructures.
Le nombre d’auxiliaires féminines mortes en service, blessées de guerre ou faites prisonnières est inconnu.
Lors de la libération de la France, plusieurs Wehrmachthelferinnen sont capturées puis exécutées sommairement, notamment à Saint-Cyr, dans la Vienne.

## Réception après la guerre
En 1978, Franz Seidler, professeur d'histoire sociale et militaire à l'université de la Bundeswehr à Munich, publie le livre Frauen zu den Waffen? (« Des femmes aux armes ? »), et étudie dans quelle mesure ces auxiliaires sont devenues des combattantes en exécutant des fonctions de soutien au combat.

## Surnoms
Les soldats allemands désignent les auxiliaires féminines des unités de transmission du surnom de Blitzmädel ou Blitzmädchen, parfois avec une connotation péjorative. Il dérive de l'emblème en éclair qu’elles portent sur la manche de l'uniforme ou sur la cravate, emblème des unités de renseignement de la Wehrmacht et de la SS.
Durant l’Occupation, les Français les surnomment « Souris grises », à cause de la couleur de leur uniforme.